# Chrysopa devia
Chrysopa devia is een insect uit de familie van de gaasvliegen (Chrysopidae), die tot de orde netvleugeligen (Neuroptera) behoort. 
Chrysopa devia is voor het eerst wetenschappelijk beschreven door McLachlan in 1887.